# Josef Stump

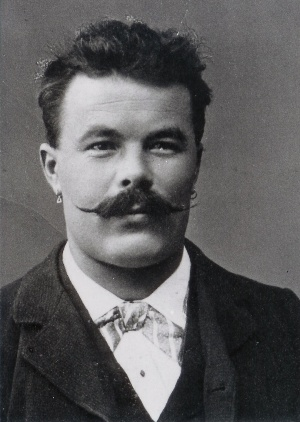
Josef Stump (ca. 1910)

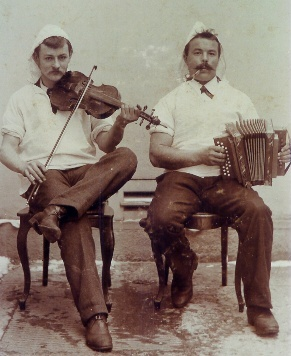
Geigenspieler Blum und Josef Stump (ca. 1915)

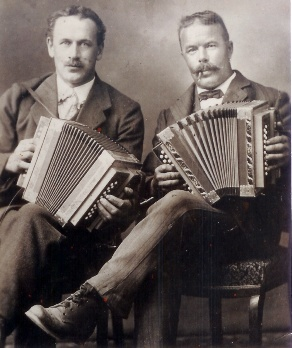
Balz Schmidig und Josef Stump (ca. 1920)

Josef Stump (* 1883 in Unterschönenbuch; † 21. März 1929 in Schwyz) war ein Schweizer Schwyzerörgeler. Der aus Schwyz stammende, jedoch in der Gemeinde Ingenbohl geborene Josef Stump gilt noch heute als Vorbild für manchen Innerschweizer Schwyzerörgeler.

## Leben
Über die Jugend von Josef Stump ist nur wenig bekannt. Sein Vater, Melchior Stump, war ein Alphorn- und Büchelbläser, wie viel er von ihm gelernt hat, ist aber unklar. Es gibt einige Originalaufnahmen auf Schellackplatten von ca. 1911–1914, welche Josef Stump mit Xaver Betschart als Schwyzer Handorgelduett aufgenommen hat. Das Meiste wurde jedoch von Balz Schmidig an Martin Nauer, den Vater des gleichnamigen Akkordeonisten weitergegeben und von diesem wiederum an weitere Schwyzerörgeler wie Alois Lüönd und Seebi Schmidig. Martin Nauer ist auch bekannt als der «Örgelidoktor», da er über Jahrzehnte die Schwyzerörgelis in Schwyz in seiner Werkstatt stimmte und reparierte. Von ihm existieren einige Tonträger. Der Geigenspieler Blum bezahlte Josef Stump das erste Schwyzerörgeli, was dieser mit öffentlichen Auftritten beglich. Mit Balz Schmidig spielte er als Formation Berglerkapelle (um 1920) auch 15 Titel ein, die noch heute als Meilenstein der Ländlermusikgeschichte gelten.
Er lebte in Ingenbohl, Steinen und zuletzt im Aargau.

## Überlieferte Kompositionen
Ä Gmüetliche, Abendfrieden (früher Gersauer Mazurka), Älplers Feierabend (früher Rossbergler-Ländler) später bei Kasi Geisser «Wenn ein Ländler ertönt» und beim Yberger HD «Sihlseebuebä», Älplers Lust, Auf den Mythen (Teile s’Gitzitrichäli), Auf der Wanderung, Auf Etzels Höhen, Chilbi-Läbä, Dr Huserstock (Hauserstock Polka), Dur d’Mängass apä, Echo vom Frontal, Echo vom Mythen, Echo vom Urmibärg, Einsiedler-Meiteli, Em Romi sinä, En Hoselupf, {Erinnerungen an Josef Stump}, {Frävler-Ländler}, Geissler-Schottisch, Gruss an die March, {Herzensbängeli}, Holzschuhtanz, Dr Ibächler (Ibacher-Waldhüttli-Marsch), Im Alpstübli, Im Nägälis Gärtli (s’Nägelisgrätli), Landammanns-Freude, Liendschä-Seebis-Freud, Marsch der roten Grenadiere (Dr Grenadier), Muotathaler-Gäuerler, Mys lieb Dörfli, Rigirosen, Schwingä und Örgälä, Schwyzer Heimweh, Schwyzergmüet (Schwyzermuet), s’Vreneli, Tanzbödäler, Typisch Josef Stump, Uf dr Fronalp (Auf der Frohnalp), Waldstätten-Schottisch, Yberger-Buebä, Zogä-Buebä, …
{nach Stump-Schmidig} 